# 아이팟 터치
아이팟 터치(영어: iPod Touch)는 애플이 개발한 포터블 미디어 플레이어로, 아이폰에서 전화, SMS, 이동통신, GPS, 나침반 기능을 제거한 제품이다. 아이팟 터치 3세대부터 iOS 5 지원으로 아이메시지 기능이 추가되었기 때문에 와이파이 환경에서 애플 계정을 통한 SMS가 가능해졌다. 2007년 9월 5일, 애플은 애플의 특별 행사인 The Beat Goes On에서 대중에게 공개했다. (같은 날 여기서 아이팟 제품군의 커버 플로우(영어: Cover Flow) 기능을 소개했다.)

## 개요
아이팟 터치는 플래시 메모리를 채용하고 있다. 8GB와 16GB 모델이 우선 소개되었으며, 2008년 2월 5일에 32GB 모델이 발매되었다. 가격의 경우 1세대 8GB는 387,000원, 16GB는 434,000원, 32GB는 544,000원이다.
2008년 9월 애플사가 아이팟 터치 2세대를 발매하였다. 기존에 있던 아이팟 터치 1세대의 내부구조를 한층 더 발달시켰다. 2세대의 가격은 8GB는 397,000원, 16GB는 489,000원, 32GB는 659,000원이다.
2009년 9월에는 애플 사가 아이팟 터치 3세대를 발매하였다. 3세대의 가격은 8GB(2.5세대)는 299,000원, 32GB는 449,000원, 64GB는 599,000원이다. 아이팟 터치는 Wi-Fi (802.11b/g) 기능과 웹 브라우저인 사파리를 탑재하고 있다. 사용자는 이를 통해 웹 서핑을 할 수 있다. 아이팟 터치는 아이팟 제품군 중에서 처음으로 아이튠즈 스토어에 무선 접속을 통해 음악을 구매할 수 있는 모델이다.
2008년에 나온 아이팟 터치 2세대에는 Nike + iPod (나이키 스포츠 조정 프로그램)이 기본적으로 내장되었으며, 자신의 운동량, 영양소, 스케줄 등을 조정할 수 있다. 그리고 만약 사용자가 아이팟 터치와 나이키 사의 호환되는 제품이 있으면, 2~4세대는 별도의 설치 없이 바로 같이 사용할 수 있다.
애플이 아이팟 터치와 아이폰의 새로운 펌웨어 2.0을 발표하면서 애플은 새로운 응용 프로그램인 앱 스토어를 탑재시켰다. 이는 다양한 프로그램들과 기능들을 선사한다. 현재 무료 프로그램과 유료 프로그램들을 지원한다.
2009년 3월 12일 원-달러 환율이 폭등함에 따라 애플 코리아가 아이팟 터치의 가격을 급격히 인상했다. 8GB는 280,000원에서 379,000원으로, 16GB는 370,000원에서 489,000으로, 32GB는 489,000원에서 659,000원으로 각각 32% 이상 비싸졌다.
2009년 6월 18일(현지 시각), 애플은‘iOS 3.0’을 (미국 현지시간 17일) 정식 공개했다. 새로운 iOS 3.0은 알려진 기존 버전의 단점들을 개선 및 보완하는 한편, 약 100여종의 새로운 기능이 추가된 것이 특징이다. 주요 업데이트로는 텍스트 복사/잘라내기/붙여넣기 기능, 가로 화면에서 키보드 크기 증가, 재생 관련 추가 조작, 블루투스 스테레오 지원 등 기존 기능 개선에서부터 도난 방지 대비 기능 및 음성 메모 등 새로운 기능 추가 등이 있다. 또 애플은 iOS 3.0 공개와 함께 애플리케이션 개발자들을 위한 1,000여 개의 새로운 프로그래밍 툴도 함께 공개됐다. 한편 이번 iOS 3.0은 미국 현지시간으로 19일 발매가 시작될 신형 모델 아이폰 3G S에는 기본적으로 내장되며, 기존 아이폰 사용자는 무료로, 아이팟 터치 사용자는 9.95달러(약 1만 3,000원)의 추가 비용으로 업데이트가 가능하다. 그러나 현재는 업데이트가 무료로 바뀌어 모든 유저들이 iOS 4.X 이상의 버전을 사용할 수 있게 되었다. 1세대, 2세대, 2.5세대, 3세대, 4세대, 5세대는 업데이트가 중단되었다.

### 3세대
2009년 9월 9일(현지 시각), 애플은 아이팟 터치 3세대를 정식 공개했다. 2011년 절판된 상품으로, 애플이 공식적으로 더 이상 판매하지 않는다. 단, 옥션, 지마켓 등 일부 온라인스토어에는 재고가 풀려 있는 것으로 알려져 있다.
8GB의 3세대는 출시되지 않은 대신, 2.5세대 제품이 출시되었다. 32GB와 64GB 아이팟 터치 3세대가 기존에 비해 CPU와 RAM등 여러모로 성능향상이 있었던 반면, 8GB는 성능 향상이 전혀 없었고, 기존 2세대 제품에 하드웨어 롬만 바꾸어 판매하였다. 8GB 2.5세대의 가격은 299,000원이다. 외관상으로는 2세대 모델과 차이가 없지만, 아이팟 터치 2세대와 달리 3세대에는 별도 마이크를 통한 음성인식 기능 같은 여러 기능이 추가되었고 (3세대 32·64GB 지원), 아이팟 터치는 iOS 3.1이 기본적으로 설치되어 있다. 아이팟 터치 3세대에는 카메라 모듈을 삭제한 흔적과 Wi-Fi 802.11n 지원 모듈은 설치되어 있는 것으로 밝혀졌으나 3세대의 Wi-Fi기능은 802.11g로 한정되어 있다.

### 4세대
2010년 9월 1일(현지 시각), 애플은 아이팟 터치 4세대를 정식 공개했다.
카메라 촬영과 HD 동영상 촬영 및 페이스 타임을 위한 전·후면 카메라가 생겼지만 전면은30만화소 후면은 70만화소로 아이폰에 비해 떨어지는 수준이나 HD급 720p 동영상촬영이 가능하며, 아이폰 4와 같은 레티나 디스플레이가 채택되었다.
그리고 3축 자이로스코프, 얇아진 두께, 홀드 스위치 자리 바꿈, 볼륨 스위치 재디자인, 내장 스피커 개선, 내장 마이크 장착 등 많은 변화가 생겼다.
가격은 한국 온라인 애플스토어 기준으로, 8GB 319,000원, 32GB 429,000원, 64GB 569,000원이었다.
그리고
2011년 10월 4일 오전 10시 (현지 기준)캘리포니아주 본사에서 '아이폰 4S'와 함께 '아이팟터치 4세대 화이트버전'이 같이 발표가 되었으며 성능은 4세대 블랙제품과 모두 똑같고 색상과 가격이 변동되었으며 '아이폰4S'처럼 기본적으로 iOS 5가 설치된다. 2011년 10월 14일 판매가 시작되었으며 가격은 한국 온라인 애플스토어 기준으로 블랙과 새로나온 화이트 모두 아이팟터치 3세대와 비교해 낮아진 8GB 269,000원, 32GB 399,000원, 64GB 549,000원이다.

### 5세대
2012년 9월 12일(현지 시각), 애플은 아이팟 터치 5세대를 정식 공개했다. 아이폰 5와 같은 10.2 cm(4인치) 레티나 디스플레이를 적용해 길어지고 두께 6.1mm로 아이팟 시리즈 중 가장 얇고, 무게도 88g으로 가벼워졌다. A5 듀얼코어가 채택되었으며, 음성명령 기능인 시리가 추가되었고, 기본적으로 iOS6이(가) 설치된다. 카메라도 500만 화소 아이사이트 카메라와 LED플래시로 업그레이드 되었다. 이전 세대와 달리 기존의 블랙, 화이트에서 핑크, 노랑, 파랑, 실버 이 네 가지 색상이 추가되어 총 여섯가지 색상으로 늘어나 소비자 선택권이 더 넓어졌다. 뒷면은 산화 알루미늄 피막 처리된 완전한 유니바디 디자인을 채택했다. '아이팟 터치 루프'라는 새로운 액세서리를 추가해 제품 뒷면 하단에 생긴 고리에 손목 끈을 연결할 수 있어 휴대하기 편리하도록 고안했다. 2012년 10월 13일 기준으로, 정식으로 출시되었으며 아이팟터치 4세대 처음 출시한 시기의 가격보다는 2~3만원 낮은 32기가 399,000원 64기가 549,000원이 책정되었다. 2013년 5월 30일(현지 시각), 애플은 아이팟 터치 5세대의 16GB 모델을 공개했다. 다만 16GB 모델은 후면 iSight 카메라와 손목 스트랩을 끼울 수 있는 루프가 빠졌다. 또한 색상은 단일색상으로 전면부는 검은색, 후면부는 실버 컬러만 선택이 가능하다. 가격은 319,000원으로 책정되었다. 5세대 16GB 모델이 출시되면서 아이팟 터치 4세대 16GB 모델은 판매를 중단하였고, 단종되었다.
대한민국의 애플 온라인 스토어에서 2014년 여름부터 판매한 아이팟 터치 5세대 16GB 모델에 후면 5백만 화소 iSight 카메라가 탑재되었다.
또한 색상이 추가 또는 변경되었는데 스페이스 그레이, 실버, 블루, 옐로, 핑크, 레드이다.
레드(PRODUCT RED) 제품은 애플 온라인 스토어에서만 판매하고 있다.
판매가격도 새롭게 조정되었다.
16GB 259,000원 32GB 319,000원 64GB 379,000원이다.
애플 온라인 스토어에서 6세대 제품이 출시되면서 아이팟 터치 5세대 제품은 판매를 중단하였다.
또한 아이팟 터치 5세대용 loop도 판매를 중단하였다.
현재 아이팟 터치 6세대는 무료 각인 서비스도 이용할 수 있다.
iOS 9.3.5를 최종으로 업데이트가 중단되었다. 32비트용 iOS10 펌웨어가 따로 존재하지만 CPU와 RAM 성능의 이유로 아이패드 2세대, 3세대, 미니 1세대 그리고 아이폰4s와 함께 업데이트가 중단되었다.

### 6세대
2015년 7월 15일 애플은 아이팟 터치 6세대를 공개했다. 별도의 공개 행사는 진행되지 않았으며, 홈페이지가 업데이트되었다. A8 칩과 기존 500백만 화소에서 업그레이드된 800만 화소의 카메라, iOS8 운영체제가 탑재되었다. 현재 iOS 10.3.3 업데이트가 가능하다. 또한 베타 프로그램을 신청하면 iOS11 GM버전을 사용할 수 있다.
2018년 11월 19일 기준 iOS12를 지원하며 iOS12를 지원하는 유일한 아이팟이다.

### 7세대
2019년 5월 28일(현지시각) 애플 애플은 아이팟 터치 7세대를 공개했다. 외형은 전작 아이팟 터치 6세대와 바뀐점이 전혀 없으며 Touch ID도 지원하지 않는다. 하지만 CPU가 A8칩에서 A10 FUSION 칩으로 변경되어 다양한 엔터테이먼트를 원활하게 즐길수 있다. 또한 저장공간도 32, 128, 256 GB로 256GB가 새롭게 추가 되었다. 3.5mm 이어폰 잭은 그대로 사용 가능하다. 현재 iOS 14를 지원하고 있다.

## 제품 구성[7]
- 아이팟 터치 본체
- 아이팟 터치 loop (16G의 경우 별도판매, 6세대 제품부터 loop을 지원하지 않음)
- EarPods 이어폰
- Lightning-USB 케이블
- 빠른 시작 가이드

## 아이팟 터치 탈옥
iOS 탈옥(iOS jailbreaking)은 iOS의 제한을 풀어 사용자의 루트에 접근할 수 있게 함으로써 타 회사에서 사용하는 서명되지 않은 코드를 실행할 수 있게 하는 과정을 말한다. 시디아의 개발자인 제이 프리맨은 전체 아이폰 중 10%가 탈옥되었다고 추정한다. 또한 애플은 탈옥을 막는데 힘을 쓰고 있지만 탈옥 이용자는 점점 늘어나고 있다.
최근 재판에서 탈옥이 합법으로 결론이 났고, 사용자들은 앱을 크랙으로 다운받지 않는 이상 탈옥을 정당하게 쓸 수 있게 되었다.

## 문제

### 2세대
아이팟 터치 1세대의 문제였던 배터리는 어느정도 해결이 되었지만, 애플리케이션 사용 시에는 빠른 속도로 배터리가 소모된다.

### 3세대
아이팟 터치 3세대는 카메라가 달릴 예정이었지만, 배터리 문제로 카메라를 장착하지 않고 출시되었다.

### 4세대
4세대는 70만 화소의 후면카메라가 부착되었다. 70만 화소사진을 아이팟에서 보면 그다지 화질이 떨어지지는 않지만 컴퓨터등 다른 기기로 옮기면 화질이 급격히 나빠진다.70만 화소는 사진에는 화질이 떨어지지만 동영상 촬영에서는 HD 720p급의 화질을 지원하므로 좋은 동영상을 얻을 수 있다. 출시 전에는 90만 화소라는 논란이 있었으나, 70만 화소로 발표되었다. 또한 램 부족 현상도 지적되었는데 출시 당시 아이폰4와 동일한 A4칩과 레티나 디스플레이를 채택하였지만 램은 아이폰4의 512MB 램의 반밖에 안 되는 256MB 램을 채택하였다. iOS 4에서는 큰문제는 되지 않았으나 iOS 5부터는 램 부족 현상이 심화되어 3D 게임은 물론 사파리가 웹 서핑 도중 강제 종료되는 등 문제가 되었다. 이후 5세대에서 512MB로 업그레이드되었다.

### 플래시
아이팟 터치의 운영 체제는 iOS에 기반을 두고 있으며, 현재 시중에 유통되고있는 포터블 기기들 중에서도 손꼽을 정도의 화려한 UI를 자랑한다. 아이팟 터치의 UI는 상당히 높은 완성도를 가지고 있지만 아이팟 터치의 웹 브라우저인 사파리는 플래시를 지원하지 않는다. 일반적으로 한국의 웹 사이트는 플래시의 사용이 많은 관계로 사파리로 접속 시 제대로 된 화면을 보기 어려운 사이트가 있다. 그 때문에 애플은 HTML5를 후원한다.

## 모델
| 세대  | 사진                 | CPU                                  | 용량               | RAM   | 색상                                                            | 연결방식(유선)                     | 연결방식(무선)                                             | 소리                     | 카메라 | 공개날짜        | 운영체제          |
| ----- | -------------------- | ------------------------------------ | ------------------ | ----- | --------------------------------------------------------------- | ---------------------------------- | ---------------------------------------------------------- | ------------------------ | --- | --------------- | ----------------- |
| 1세대 |                      | ARM11 기반 삼성 S3C6400 칩 (528 MHz) | 8, 16, 32 GB       | 128MB | 전면 검은색, 후면 은색                                          | 애플 30핀 커넥터, USB 2.0          | 와이파이 802.11b/g                                         | 없음                     | 없음 | 2007년 9월 5일  | iOS 1.1 ~ 3.1.3   |
| 2세대 |                      | ARM11 기반 삼성 S3C6400 칩 (528 MHz) | 8, 16, 32 GB       | 128MB | 전면 검은색, 후면 은색                                          | 애플 30핀 커넥터, USB 2.0          | 와이파이 802.11b/g, 블루투스 2.1 + EDR                     | 내장 스피커              | 없음 | 2008년 9월 9일  | iOS 2.1.1 ~ 4.2.1 |
| 3세대 |                      | ARM A8 기반 삼성 S5PC100 칩 600 MHz  | 32, 64 GB          | 256MB | 전면 검은색, 후면 은색                                          | 애플 30핀 커넥터, USB 2.0          | 와이파이 802.11b/g, 블루투스 2.1 + EDR                     | 내장 스피커              | 없음 | 2009년 9월 9일  | iOS 3.1.1 ~ 5.1.1 |
| 4세대 |                      | 애플 A4                              | 8, 16, 32, 64 GB   | 256MB | 전면 검은색, 후면 은색                                          | 애플 30핀 커넥터, USB 2.0          | 와이파이 802.11b/g/n 2.4 GHz, 블루투스 2.1 + EDR           | 내장 스피커, 내장 마이크 | 전면 30만 화소(VGA 동영상 촬영), 후면 70만 화소(720p HD 동영상 촬영)                                                     | 2010년 9월 1일  | iOS 4.1 ~ 6.1.6   |
| 4세대 | 전면 흰색, 후면 은색 | 애플 A4                              | 8, 16, 32, 64 GB   | 256MB |                                                                 | 애플 30핀 커넥터, USB 2.0          | 와이파이 802.11b/g/n 2.4 GHz, 블루투스 2.1 + EDR           | 내장 스피커, 내장 마이크 | 전면 30만 화소(VGA 동영상 촬영), 후면 70만 화소(720p HD 동영상 촬영)                                                     | 2010년 9월 1일  | iOS 4.1 ~ 6.1.6   |
| 5세대 |                      | 애플 A5                              | 16, 32, 64 GB      | 512MB | 전면 검은색·흰색, 후면 핑크·옐로우·흰색·스카이블루·검은색       | 애플 8핀 Lightning 커넥터, USB 2.0 | 와이파이 802.11b/g/n 2.4 GHz 및 5.0 GHz , 블루투스 4.0     | 내장 스피커, 내장 마이크 | 전면 120만 화소(720p HD 동영상 촬영), 후면 500만 화소(1080p HD 동영상 촬영) 단, 16GB 모델은 2014년 출시된 모델부터 해당  | 2012년 9월 12일 | iOS 6.0 ~         |
| 6세대 |                      | 애플 A8                              | 16, 32, 64, 128 GB | 1 GB  | 전면 흰색, 후면 스페이스 그레이·골드·실버·핑크·블루·PRODUCT RED | 애플 8핀 Lightning 커넥터, USB 2.0 | 와이파이 802.11a/b/g/n/ac 2.4 GHz 및 5.0 GHz, 블루투스 4.1 | 내장 스피커, 내장 마이크 | 전면 120만 화소 (720p 동영상 촬영) 및 ƒ/2.2 조리개, 후면 800만 화소 iSight 카메라 (1080p HD 동영상 촬영) 및 ƒ/2.4 조리개 | 2015년 7월 15일 | iOS 8.4 ~         |

## 사진

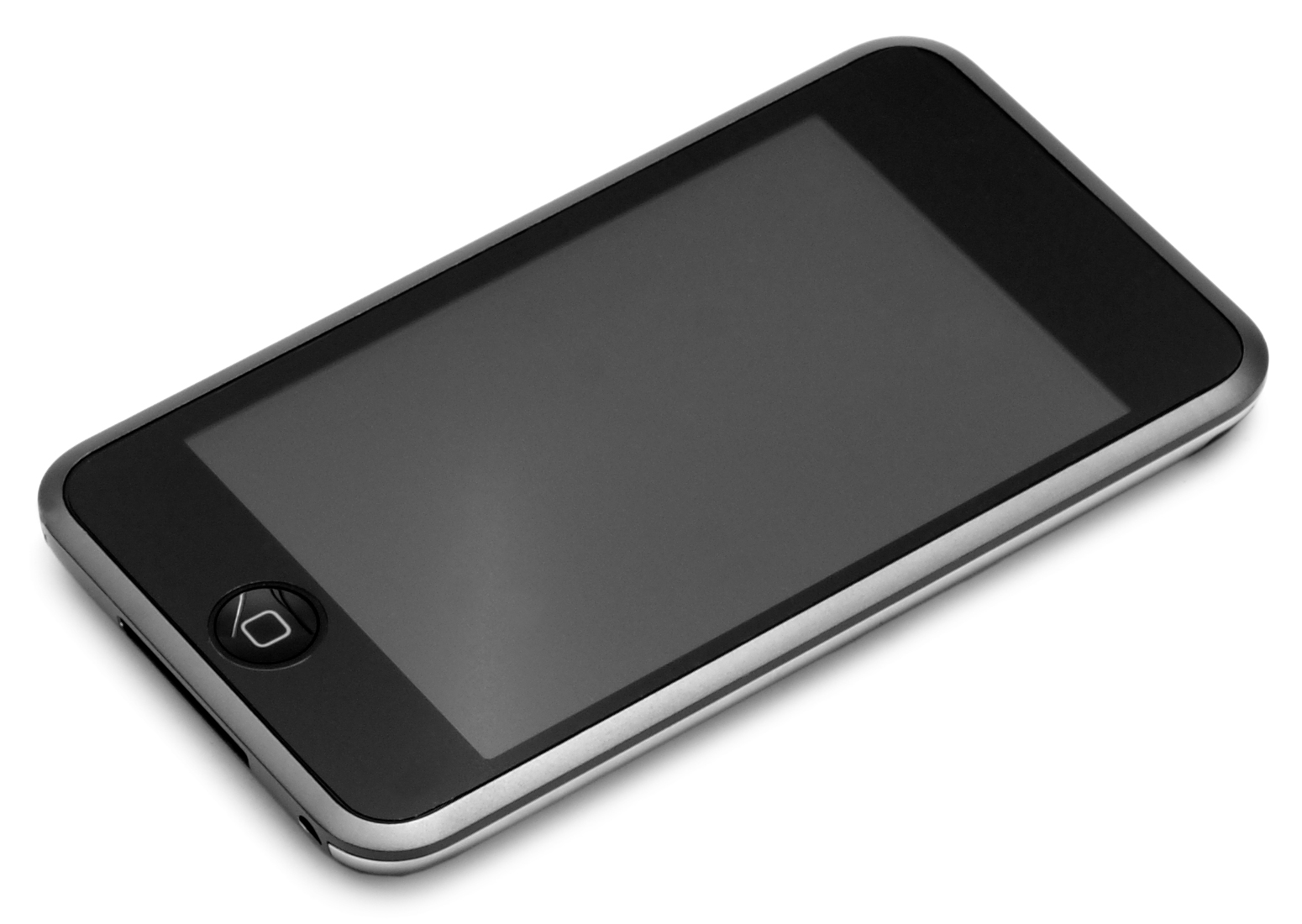
아이팟 터치 1세대 (전면)
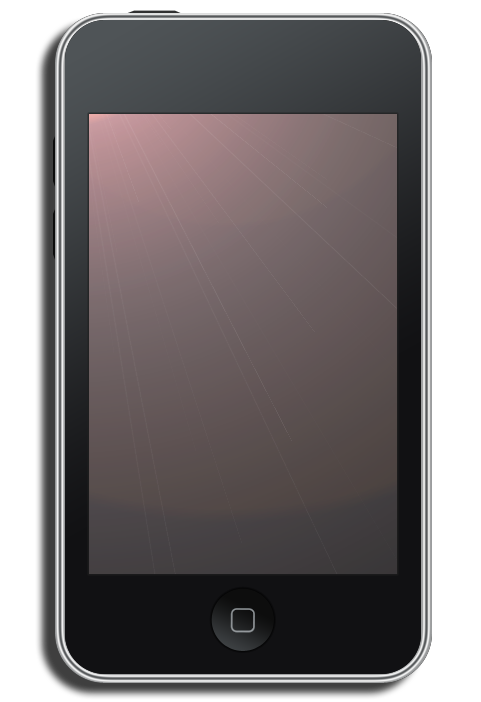
아이팟 터치 2·3세대 (전면)
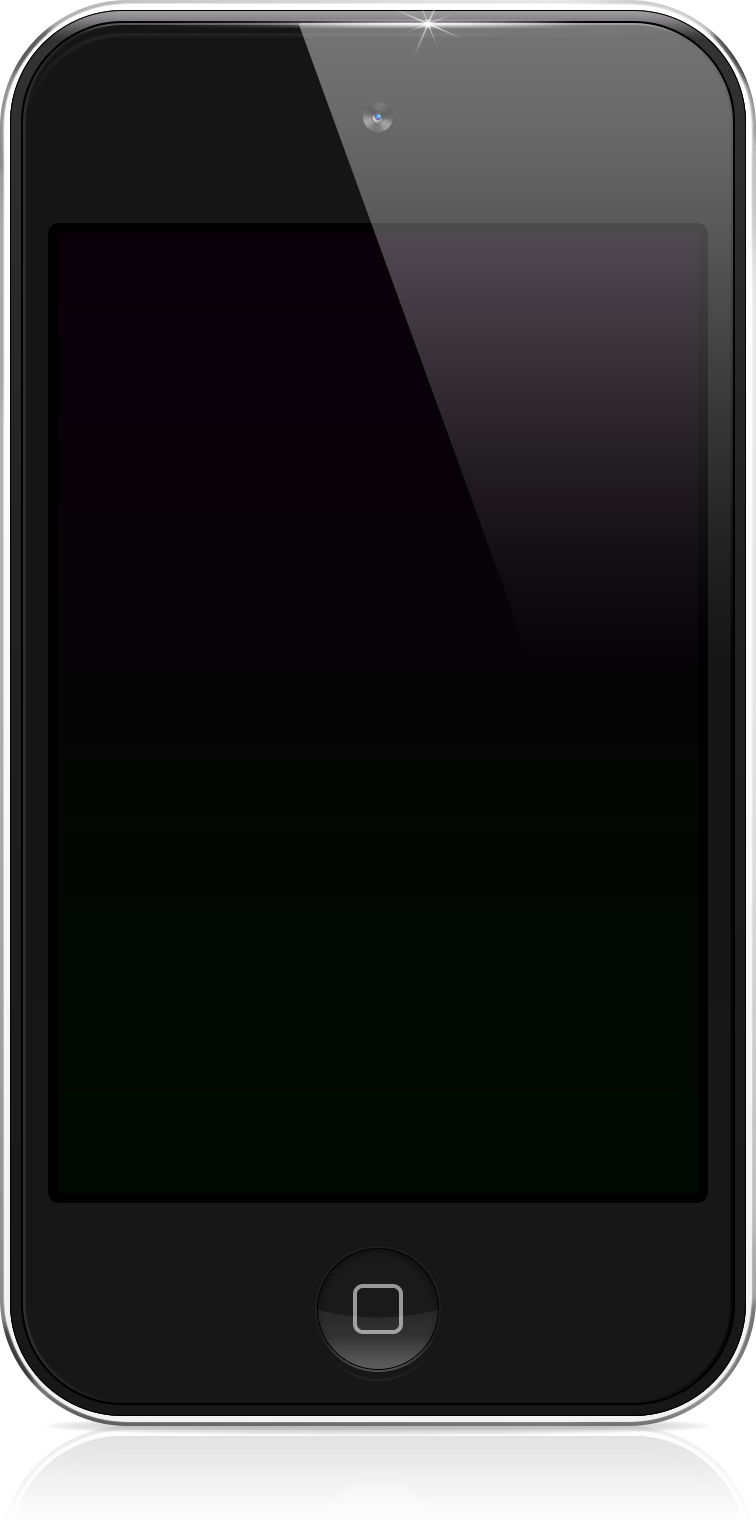
아이팟 터치 4세대 (전면)
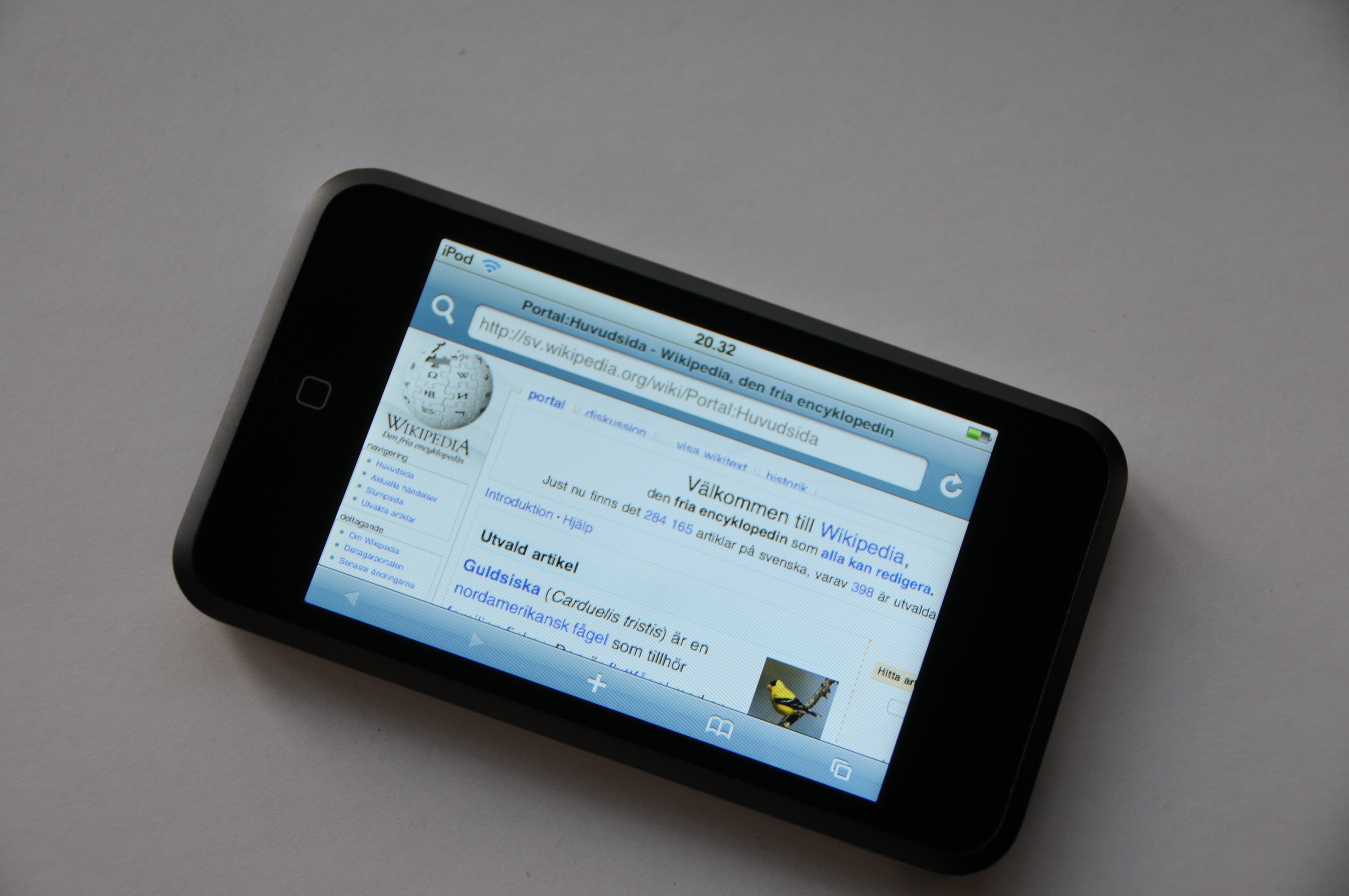
사파리를 실행중인 아이팟 터치
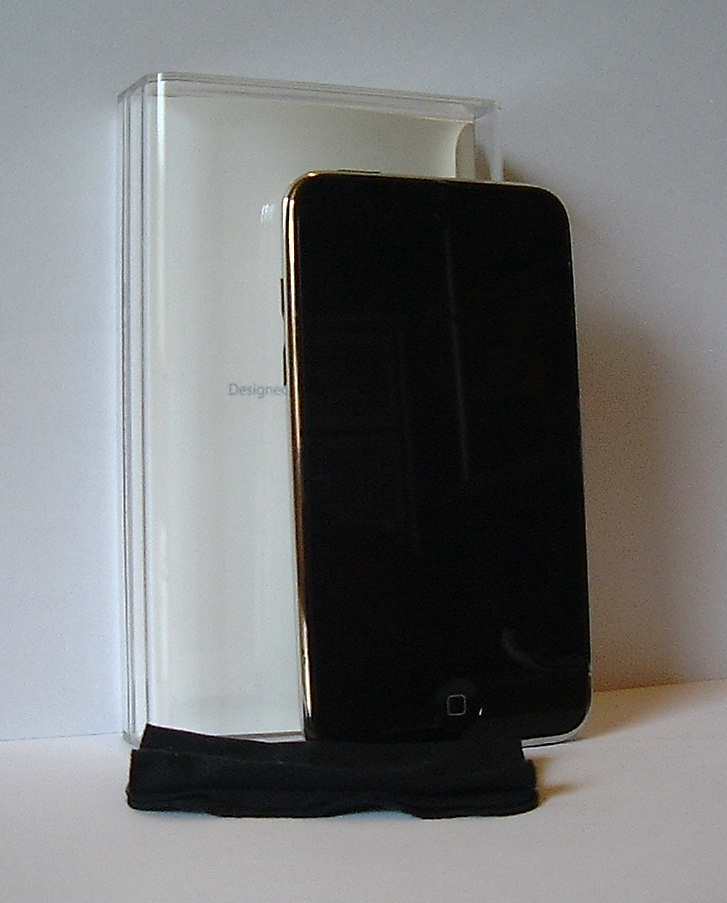
아이팟 터치와 포장 박스
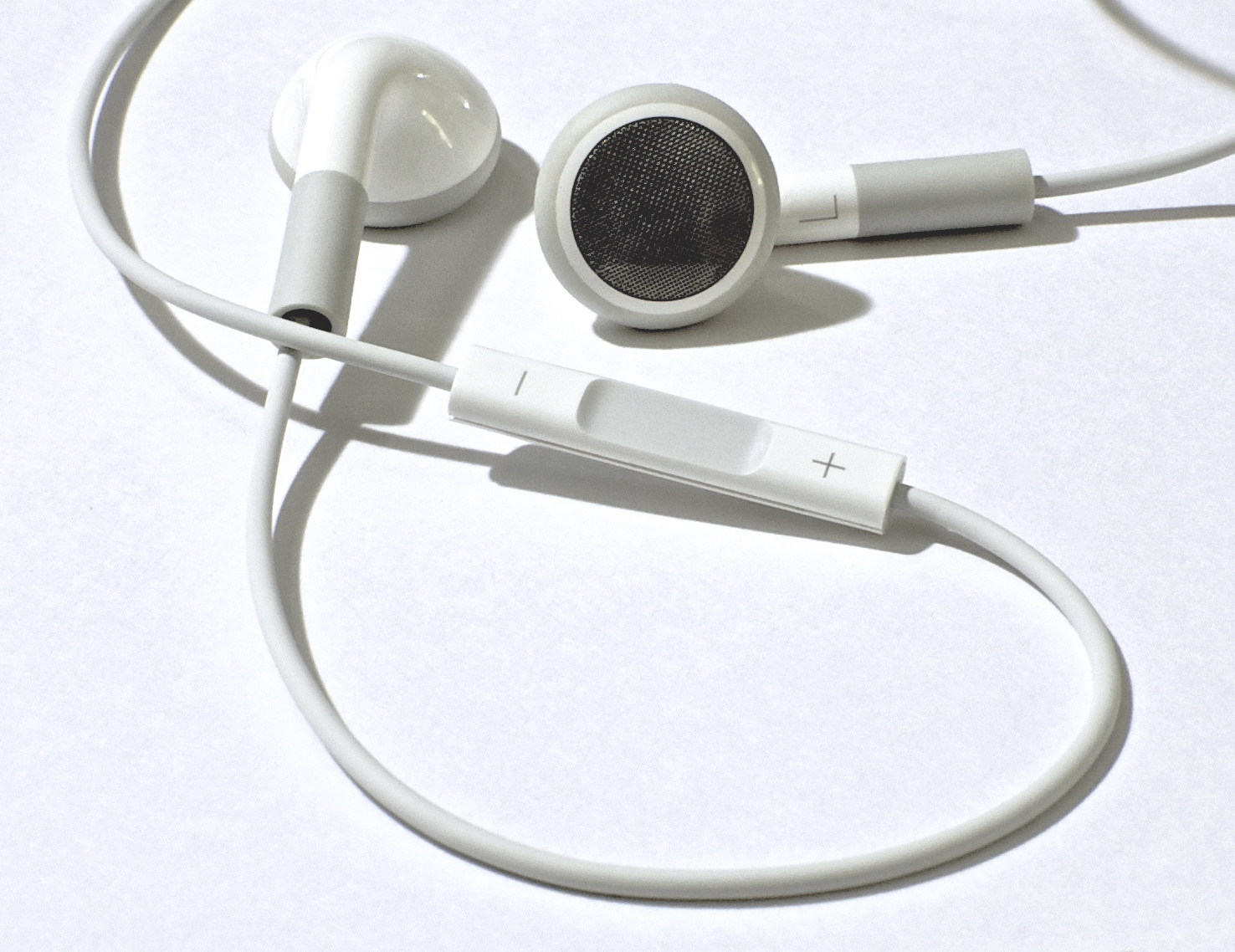
아이팟 터치의 구성품인 이어버드 이어폰. 그러나 마이크는 달려있지 않다.아이팟 터치5세대부터는 애플의 새로운 이어폰인 이어팟(리모트 없음)으로 변경되었다.

## 같이 보기
- 아이폰
- 아이패드
- 아이팟
- 싸이언 프리스타일
- 갤럭시 플레이어